# 駅東公園前停留場
駅東公園前停留場（えきひがしこうえんまえていりゅうじょう）は、栃木県宇都宮市東宿郷にある宇都宮ライトレール宇都宮芳賀ライトレール線の停留場。

## 概要
栃木県道64号宇都宮向田線と宇都宮市道1605号線の交差点に建設された。
停留所の名称は北に位置する宇都宮駅東公園から採られた。仮称は「東宿郷」であったが、この名称は東宿郷交差点に近い隣の東宿郷停留場（仮称：宿郷町）に採用された。
栃木銀行が副停留場名称の命名権を購入し、「栃木銀行 宇都宮東支店前」の副停留場名称を付与している。

## 歴史
- 2021年（令和3年）4月23日：停留場名決定[6]。
- 2023年（令和5年）8月26日：開業[3][4]。

## 停留場構造

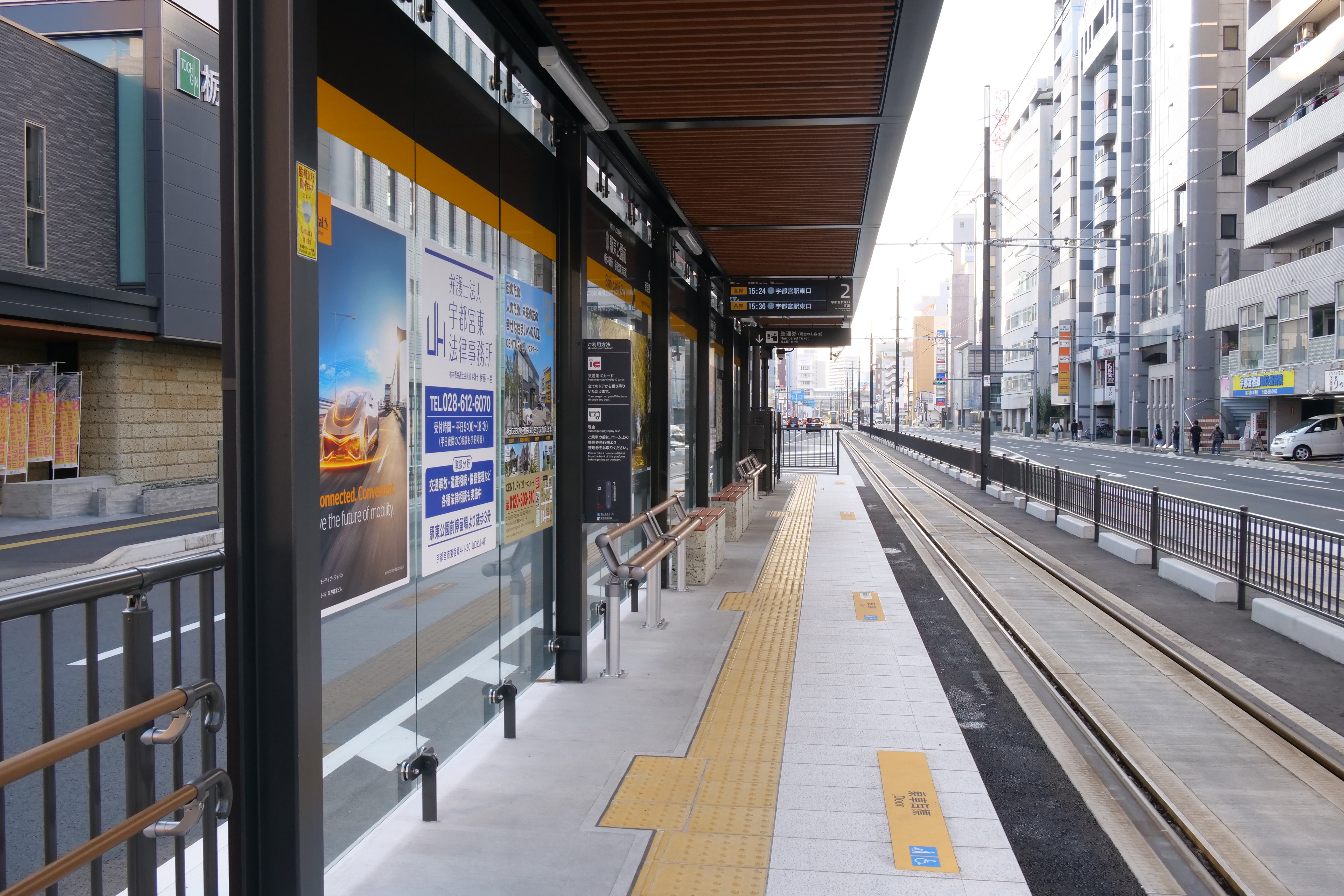
2番線プラットホーム（2023年11月）

千鳥式ホーム2面2線で、交差点の東側に芳賀・高根沢工業団地方面のプラットホームを、西側に宇都宮駅東口方面のプラットホームを配置している。

### のりば
| 番線 | 路線          | 方向 | 行先                     |
| ---- | ------------- | ---- | ------------------------ |
| 1    | ■ライトライン | 下り | 芳賀・高根沢工業団地方面 |
| 2    | ■ライトライン | 上り | 宇都宮駅東口方面         |

## 利用状況
- 2024年2月時点での1日平均乗降人員は平日約1,000人・休日約1,500人である[9]。
- 2024年（令和6年）11月第2週の1日平均乗降人員は平日約1,530人・休日約1,090人である[10]。

## 停留場周辺
付近にはオフィスビルやマンションが建つ。駅東公園・体育館・産業展示館・高校は北側に、副停留場名称の由来となった銀行支店は2番線ホームの背後に、スーパーマーケットなどで構成される複合商業施設は南側にある。
- 宇都宮駅東公園
  - 駅東公園プール
- 宇都宮市体育館（ブレックスアリーナ宇都宮）
- 栃木県立宇都宮産業展示館（マロニエプラザ）
- 栃木県立宇都宮白楊高等学校
- 栃木銀行 宇都宮東・泉が丘・簗瀬支店[11][12]
- 東京ガス宇都宮支社[13]
  - 東京ガスネットワーク栃木支社・宇都宮支店[14]
- カルナ駅東 - 複合商業施設の愛称
  - かましん本部
  - かましん カルナ駅東店
- 宇都宮東郵便局

## 開業前の様子

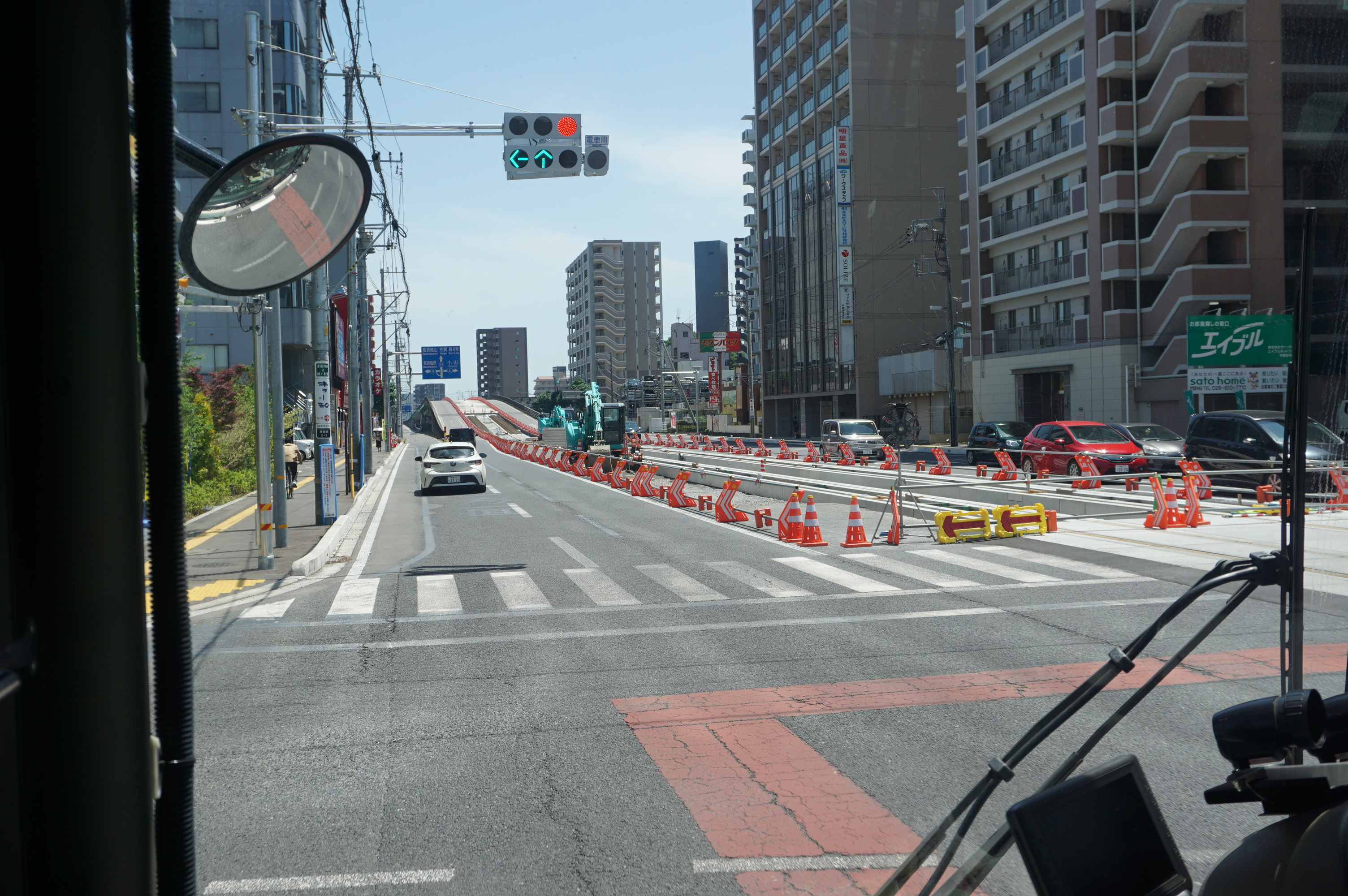
基礎工事の様子（2022年5月）
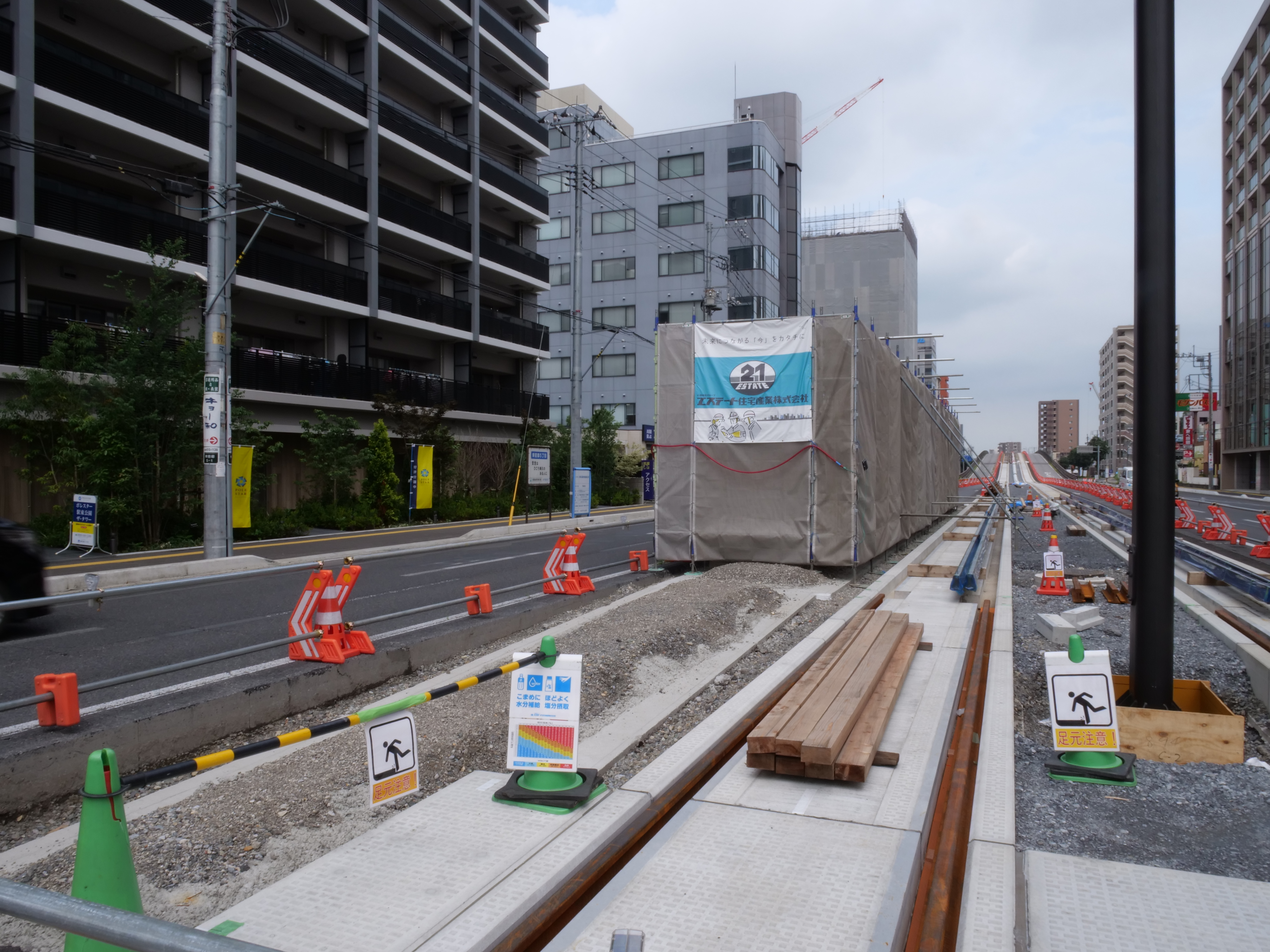
下り線ホーム（2022年8月）
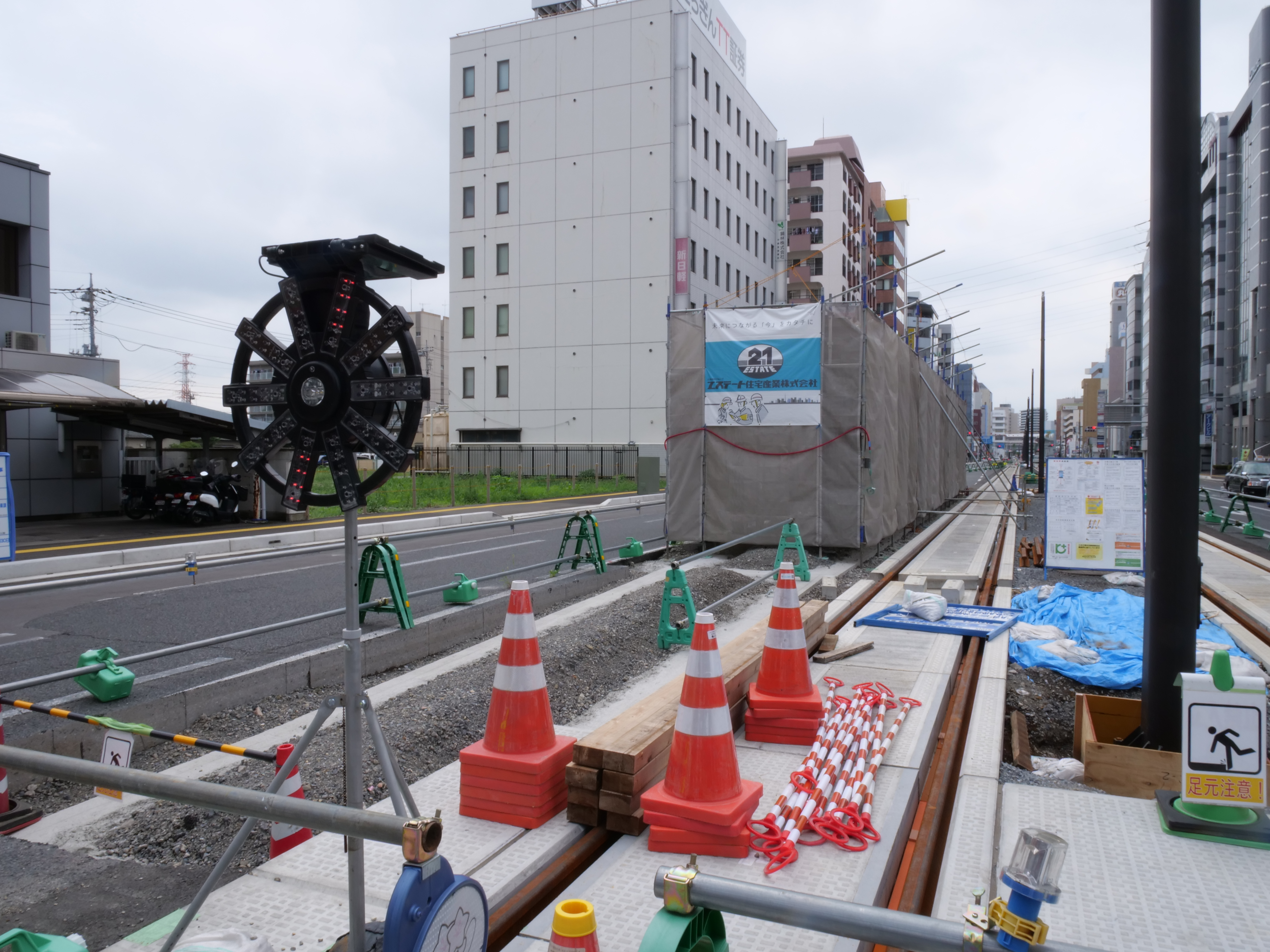
上り線ホーム（2022年8月）

## 隣の停留場
宇都宮ライトレール
■宇都宮芳賀ライトレール線
快速（平日朝下りのみ運転）
通過
各停
東宿郷停留場 (02) - 駅東公園前停留場 (03) - 峰停留場 (04)